# Outlaws (banda sonora)
Outlaw:The Soundtrack es la banda sonora de la película Outlaw, la salida 24 de octubre de 2004.

## Lista de canciones
1. "Bulletproof" - 3:10 (Snoop Dogg featuring Big Boi & Timbaland)
2. "My Buddy" - 3:44 (G-Unit)
3. "Let's Get It Started" (The Black Eyed Peas)
4. "The Way You Move" - 4:25 (OutKast Ft Sleepy Brown)

- Datos: Q25414556